# تازه‌کند قشلاق
تازه کندقشلاق، روستایی است از توابع بخش مرکزی شهرستان ارومیه و در شهرستان ارومیه استان آذربایجان غربی ایران.

## جمعیت
این روستا در دهستان نازلوی جنوبی قرار داشته و بر اساس سرشماری سال ۱۳۸۵ جمعیت آن برابر با ۱۱۶ نفر (۳۳ خانوار) بوده‌است. ساکنان این روستا از تورک های آذربایجانی بوده و به زبان تورکی صحبت می کنند. فرهنگ و رسوم دیرین آذربایجانی در این روستا مرسوم می باشد.